# North American Soccer League 1978
L'edizione 1978 fu l'11ª del campionato NASL. Ad essa presero parte 24 club, ovvero tutti quelli della passata stagione più i Colorado Caribous (con base a Denver), Detroit Express, Houston Hurricane, Memphis Rogues, New England Tea Men (con base a Boston) e Philadelphia Fury. I club di Las Vegas, St. Louis, del Connecticut e delle Hawaii si trasferirono e divennero rispettivamente i San Diego Sockers, i California Surf (con base a Anaheim), Oakland Stompers (California) e Tulsa Roughnecks (Oklahoma).
Si riconfermarono campioni per la terza volta, seconda consecutiva, i New York Cosmos, che nel 1978 avevano ripreso la loro dicitura completa.

## Formula
Le 24 squadre vennero divise in due grandi conference, la National Conference, che comprendeva anche le due squadre canadesi e la American Conference. Non esisteva un criterio geografico predefinito, in quanto, per esempio, di cinque squadre californiane, quattro giocarono nella American e una nella National. Le due conference furono a loro volta ripartite in tre divisioni, orientale, centrale e occidentale. I turni che seguirono alla regular season furono:
- 1st Round (ottavi di finale per il titolo NASL): da disputarsi, per ogni conference, tra le otto squadre che avevano riportato i migliori punteggi, indipendentemente dalla divisione di appartenenza. L'accoppiamento fu effettuato per sorteggio e in gara unica in casa della squadra con il punteggio più alto durante la regular season.
- Conference Semi-Finals (quarti di finale per il titolo NASL): Da disputarsi tra le vincenti il primo turno; gara doppia di andata e ritorno con diritto per la miglior piazzata durante la regular season di giocare la gara di ritorno in casa. In caso di una vittoria per parte, indipendentemente dalla differenza reti tra i due incontri, fu previsto uno spareggio agli shootout da disputarsi in coda alla gara di ritorno.
- Conference Championship (semifinale per il titolo): Da disputarsi tra i vincitori delle semifinali di ciascuna conference in gara doppia di andata e ritorno con diritto per la miglior piazzata durante la regular season di giocare la prima partita in casa. In caso di una vittoria per parte, indipendentemente dalla differenza reti tra i due incontri, fu previsto uno spareggio agli shootout da disputarsi in coda alla gara di ritorno.
- Soccer Bowl (finale per il titolo). Da disputarsi tra le due campioni di conference in gara unica a New York.

## Punteggio
- 6 punti per la vittoria;
- 0 punti per la sconfitta;
- 1 punto supplementare per ogni goal segnato durante un incontro, fino a un massimo di 3

## Squadre partecipanti
National Conference
- Eastern Division: New York Cosmos, Rochester Lancers, Toronto Metros-Croatia, Washington Diplomats;
- Central Division: Colorado Caribous, Dallas Tornado, Minnesota Kicks, Tulsa Roughnecks;
- Western Division: Los Angeles Aztecs, Portland Timbers, Seattle Sounders, Vancouver Whitecaps;

American Conference
- Eastern Division: Fort Lauderdale Strikers, New England Tea Men, Philadelphia Fury, Tampa Bay Rowdies;
- Central Division: Chicago Sting, Detroit Express, Houston Hurricane, Memphis Rogues;
- Western Division: California Surf, Oakland Stompers, San Diego Sockers, San Jose Earthquakes.

## Classifiche

### Regular Season

#### National Conference

##### Eastern Division
|  | Squadra    | V  | P  | GF | GS | PT  |
|  | ---------- | -- | -- | -- | -- | --- |
|  | New York   | 24 | 6  | 88 | 39 | 212 |
|  | Washington | 16 | 14 | 55 | 47 | 145 |
|  | Toronto    | 16 | 14 | 58 | 47 | 144 |
|  | Rochester  | 14 | 16 | 47 | 52 | 131 |

##### Central Division
|  | Squadra   | V  | P  | GF | GS | PT  |
|  | --------- | -- | -- | -- | -- | --- |
|  | Minnesota | 17 | 13 | 58 | 43 | 156 |
|  | Tulsa     | 15 | 15 | 49 | 46 | 132 |
|  | Dallas    | 14 | 16 | 51 | 53 | 131 |
|  | Colorado  | 8  | 22 | 34 | 66 | 81  |

##### Western Division
|  | Squadra     | V  | P  | GF | GS | PT  |
|  | ----------- | -- | -- | -- | -- | --- |
|  | Vancouver   | 24 | 6  | 68 | 29 | 199 |
|  | Portland    | 20 | 10 | 50 | 36 | 167 |
|  | Seattle     | 15 | 15 | 50 | 45 | 138 |
|  | Los Angeles | 9  | 21 | 36 | 69 | 88  |

#### American Conference

##### Eastern Division
|  | Squadra        | V  | P  | GF | GS | PT  |
|  | -------------- | -- | -- | -- | -- | --- |
|  | Tampa Bay      | 18 | 12 | 63 | 48 | 165 |
|  | New England    | 19 | 11 | 62 | 39 | 165 |
|  | Ft. Lauderdale | 16 | 14 | 50 | 59 | 143 |
|  | Philadelphia   | 12 | 18 | 40 | 58 | 111 |

##### Central Division
|  | Squadra | V  | P  | GF | GS | PT  |
|  | ------- | -- | -- | -- | -- | --- |
|  | Detroit | 20 | 10 | 68 | 36 | 176 |
|  | Chicago | 12 | 18 | 57 | 64 | 123 |
|  | Memphis | 10 | 20 | 43 | 58 | 101 |
|  | Houston | 10 | 20 | 37 | 61 | 96  |

##### Western Division
|  | Squadra    | V  | P  | GF | GS | PT  |
|  | ---------- | -- | -- | -- | -- | --- |
|  | San Diego  | 18 | 12 | 63 | 56 | 164 |
|  | California | 13 | 17 | 43 | 49 | 115 |
|  | Oakland    | 12 | 18 | 34 | 59 | 103 |
|  | San Jose   | 8  | 22 | 36 | 81 | 83  |

### Ottavi di finale (1stRound)
| 8 agosto 1978 | Detroit Express | 1 – 0 | Philadelphia Fury | Pontiac (MI), Silverdome |
| 8 agosto 1978 |                 |       |                   | Pontiac (MI), Silverdome |

| 8 agosto 1978 | San Diego Sockers | 2 – 1 | California Surf | San Diego, San Diego Sports Arena |
| 8 agosto 1978 |                   |       |                 | San Diego, San Diego Sports Arena |

| 8 agosto 1978 | Tampa Bay Rowdies | 3 – 1 | Chicago Sting | Tampa, Tampa Stadium |
| 8 agosto 1978 |                   |       |               | Tampa, Tampa Stadium |

| 9 agosto 1978 | New England Tea Men | 1 – 3 | Ft. Lauderdale Strikers | Foxborough (MA), Foxboro Stadium |
| 9 agosto 1978 |                     |       |                         | Foxborough (MA), Foxboro Stadium |

| 9 agosto 1978 | New York Cosmos | 5 – 2 | Seattle Sounders | East Rutherford (NJ), Giants Stadium |
| 9 agosto 1978 |                 |       |                  | East Rutherford (NJ), Giants Stadium |

| 9 agosto 1978 | Portland Timbers | 2 – 1 | Washington Diplomats | Portland (OR), PGE Stadium |
| 9 agosto 1978 |                  |       |                      | Portland (OR), PGE Stadium |

| 9 agosto 1978 | Vancouver Whitecaps | 4 – 0 | Toronto Metros-Croatia | Vancouver (BC), Empire Stadium |
| 9 agosto 1978 |                     |       |                        | Vancouver (BC), Empire Stadium |

| 10 agosto 1978 | Minnesota Kicks | 3 – 1 | Tulsa Roughnecks | Bloomington (MN), Metropolitan Stadium |
| 10 agosto 1978 |                 |       |                  | Bloomington (MN), Metropolitan Stadium |

### Quarti di finale (Conference Semi-Finals)
|                         |   |                     | And.  | Rit.  | Shootout |                     |
| Portland Timbers        | - | Vancouver Whitecaps | 1 - 0 | 2 - 1 |          | 12 e 16 agosto 1978 |
| Ft. Lauderdale Strikers | - | Detroit Express     | 4 - 3 | 0 - 1 | 1 - 0    | 13 e 16 agosto 1978 |
| Minnesota Kicks         | - | New York Cosmos     | 9 - 2 | 0 - 4 | 0 - 1    | 14 e 16 agosto 1978 |
| San Diego Sockers       | - | Tampa Bay Rowdies   | 0 - 1 | 2 - 1 | 0 - 1    | 14 e 17 agosto 1977 |

### Semifinali (Conference Finals)
|                         |   |                   | And.  | Rit.  | Shootout |                     |
| Portland Timbers        | - | New York Cosmos   | 0 - 1 | 0 - 5 |          | 18 e 23 agosto 1978 |
| Ft. Lauderdale Strikers | - | Tampa Bay Rowdies | 3 - 2 | 1 - 3 | 0 - 1    | 20 e 23 agosto 1978 |

### Finale (Soccer Bowl '78)
| 27 agosto 1978 | New York Cosmos | 3 – 1 | Tampa Bay Rowdies | East Rutherford (NJ), Giants Stadium |
| 27 agosto 1978 |                 |       |                   | East Rutherford (NJ), Giants Stadium |